# Osyridicarpos schimperianus
Osyridicarpos schimperianus là một loài thực vật có hoa trong họ Santalaceae. Loài này được (Hochst. ex A. Rich.) A. DC. mô tả khoa học đầu tiên năm 1857.